# Ча Мин-Гју
Ча Мин-Гју (16. март 1993) је јужнокорејски брзи клизач. 
До 2011. се такмичио у брзом клизању на кратким стазама када је прешао на клизање на дугим стазама. На Светском првенству за јуниоре 2012. био је пети на 500 м и десети на 1.000 м. 
На Светском првенству 2017. заузео је дванаесто место на 500 м. Исте године је на Азијским зимским играма освојио бронзу на 500 м и шесто место на 1.000 м. На Олимпијским играма у Пјонгчангу 2018. дошао је до сребрна на 500 м.